# Le Hic
Pour les articles homonymes, voir Hic.
Le Hic, de son vrai nom Hichem Baba Ahmed est un dessinateur de presse, bédéiste et caricaturiste algérien, né en 1969. Il a travaillé dans plusieurs titres avant de se fixer à El Watan depuis 2009.

## Biographie

### Jeunesse et études
« J’ai commencé à dessiner avant d’apprendre à marcher. C’est mon dada », disait-il à chaque une de ses interviews. Hichem Baba Ahmed, attiré par la BD dès son jeune âge. À l’adolescence, à l’heure où ses camarades lisaient les romans de la bibliothèque, lui se passionnait pour les BD genre Tintin, Astérix, Lucky Luke, Zid ya Bouzid de Slim…  
Après les études supérieures, il obtient le diplôme d'ingénieur en aménagement du territoire et protection de l’environnement. Et puis il a exercé des différents petits boulots par ci par là, livreur, superviseur dans une société de nettoyage.

### Carrière
Il commence sa carrière de caricaturiste en 1998 dans le quotidien L'Authentique et rejoint Le Matin en 1999 et y reste jusqu'en 2004. Il passe une année dans le journal Le Jeune Indépendant et rejoint par la suite Le Soir d'Algérie de 2006 à 2009. À travers ses dessins humoristiques, il dénonce, tout en informant, les problèmes de la société algérienne, comme le chômage ou la pauvreté. Ses cibles de choix dans ses caricatures, le président Abdelaziz Bouteflika, ses ministres, les responsables de l’opposition ou les hauts gradés de l’armée. Le Hic a plusieurs démêlés avec la justice dès le début des années 2000, du temps où il travaillait au quotidien Le Matin, un journal de gauche et anti pouvoir qui a été poussé à la fermeture en août 2004. Il devait se rendre au tribunal tous les mercredis pendant deux ans pour expliquer le pourquoi de ses dessins. « J’ai reçu neuf plaintes pour des dessins qui ne plaisaient pas aux autorités », raconte Le Hic. « Nous passions alors notre temps entre les commissariats, les bureaux des magistrats et les tribunaux, où les délits de presse relevaient du code pénal.. ».
Questionné sur son point de vue concernant les caricatures sur Mahomet, il a répondu : « qu'il ne faut pas confondre liberté d'expression et provocation ». Pour lui, l'autocensure est indispensable chez un dessinateur de presse et précise que les journaux pour lesquels il a travaillé ne lui imposent ni sujet particulier, ni frontières, il sait se poser des limites.
Il a collaboré par ailleurs aux journaux satiriques, El Manchar, L'Époque, dont il est l'un des membres fondateurs et l'hebdomadaire Jeune Afrique. Aujourd'hui il travaille pour le journal El Watan depuis octobre 2009.
Il a publie plusieurs histoires humoristiques courtes en bandes dessinées. La publication de sa première BD intitulée, Le quatrième mandat expliqué à ma fille et puis El Bendir, revue algérienne dédiée à la BD dont il est le fondateur, développant par là une facette différente de son talent. Et d'autres publications, des recueils de ses dessins, parus dans Le Soir d'Algérie et El Watan, aux éditions Chihab et Dalimen.
Il est membre de l'association Cartooning for Peace.

## Publications
- Dessine moi l’humour, ouvrage collectif de dessins de presse. Éditions Chihab, Alger, 2006
- Nage dans ta mer, recueil de ses dessins parus dans Le Soir d'Algérie, Éditions Dalimen, Alger, 2009
- « L’Algiré », recueil de ses dessins parus à El Watan, Éditions Dalimen, Alger, 2010
- Dégage, Éditions Dalimen, Alger, 2011

## Distinctions
En 2016, il a été élevé au rang de chevalier de l’ordre des Arts et des Lettres, la médaille lui a été octroyée par Bernard Émié, ambassadeur de France à Alger.